# Мјолнир
Мјолнир (старонордијски: Miöllnir) или Муња, је чаробни маљ нордијскога бога Тора.
 Има чаробна својства: увек погађа мету, а потом се враћа власнику у руке. Када га Тор носи са собом, Мјолнир се смањи тако да га може ставити у недра. Да би могао руковати њиме, Тор поседује и металне рукавице. Поврх тога, Тор је имао обичај да благослови Мјолниром. Управо је он благословио мртво Балдрово тело пре спаљивања. Мјолниром благосиља и кости своје две козе Тандгњоста и Тандгриснира, односно Шкрипала и Шкргутала. Он их наиме може заклати и припремити њихово месо, а потом благословити њихове кости како би поновно оживеле, здраве и ведре.
Вјерује се да, изузев Тора, још само његов син Магни има довољно снаге да подигне маљ Мјолнир.
Према једној причи Мјолнир су направила двојица патуљака, Синдри и Брок. Патуљци су били највјештији мајстори и направили су све драгоцености у старонордијском свету. Према другој причи, начинили су га патуљци Еитри и Брок за опкладу с Локијем. Наиме, након што су Ивалдијеви синови, такође патуљци, начинили боговима следеће драгоцености: Одину копље Гунгнир, а Фрејру чаробни брод Скидбландир, Локи се опкладио у своју главу с Еитријем и братом Броком да не могу направити свари лепше од тих. И Еитри одлучи покушати. Стави дебелу полугу сировог гвожђа на ватру и нареди брату да не престаје дувати док он из ватре не извади оно што је у њу ставио. И би тако. Но, долете мува на Броково раме и угризе га. Али Брок настави дувати у ватру све док Еитри из ње не извуче златног вепра Гулленборстија који ће касније припасти Фрејру. Потом Еитри стави злато у ватру и рече Броку да настави потпиривати без прекида. И би тако. Но, долете мува на Броков врат и угризе га двоструко јаче него прошли пут. 
Али Брок настави да дува све док Еитри из ње на извуче Драупнир, магични прстен који је касније припао богу Одину. Трећи пут Еитри у ватру стави челик и рече Броку да настави с послом како је чинио и до сада. И би тако. Но, долете мува и угризе га за очни капак, када крв потече тако да је Брок на трен престао дувати како би је отеро. Када је Еитри извадио Мјоллнир, видело се да је дршка прекратка. Ипак, браћа су освојила окладу, а Локи је сачувао главу јер би му морали дирати и врат да би је могли осекли, а како врат није био део погодбе, браћа су морала одустати од свога добитка, али су му зато зашили уста како би га научили памети.